# Everything I Own
„Everything I Own“ je píseň americké skupiny Bread, napsaná jejím frontmanem Davidem Gatesem. Skladba byla poprvé vydána na jejich čtvrtém albu Baby I'm-a Want You z roku 1972. Na skladbu vzniklo mnoho coververzí, mezi které patří i ty od Roda Stewarta nebo Boy George.
Česká coververze
V roce 1980 natočila Hana Buštíková českou verzi pod názvem „Na konci tvého snu“ s textem Vladimíra Poštulky.